# Sany
Pour les articles homonymes, voir Sany (homonymie).

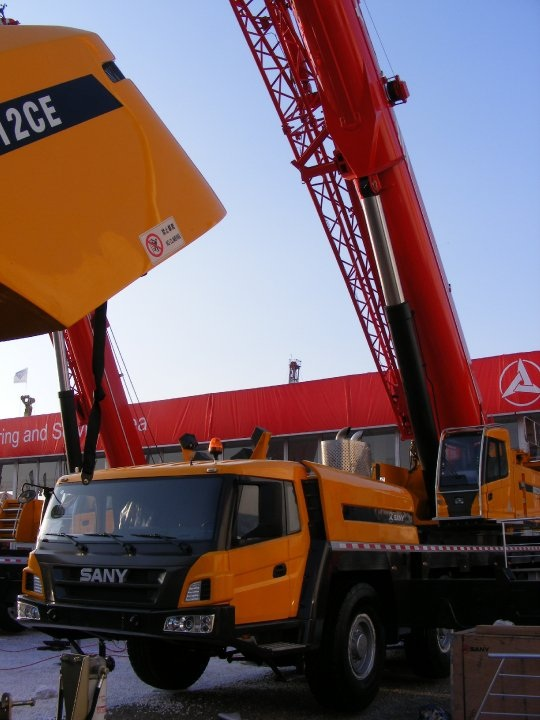
Grue mobile Sany au Bauma 2010

Sany (officiellement Sany Heavy Industry Co., Ltd.) est une entreprise chinoise spécialisée dans la fabrication d'engins de chantier. Cette société a été fondée en 1989 par Liang Wengen.

## Histoire
En avril 2012, l'entreprise allemande Putzmeister, spécialiste de la pompe à béton, est achetée par Sany pour un demi-milliard d'euros. Cette opération permet à Sany de mettre la main sur le numéro 1 en Europe et aux États-Unis.

## Principaux actionnaires
Au 10 février 2020:
| Wen Gen Liang                      | 34,5% |
| China Securities Finance Corp      | 2,76% |
| GF Fund Management                 | 2,46% |
| China Asset Management             | 1,76% |
| Harvest Fund Management            | 1,67% |
| Yinhua Fund Management             | 1,39% |
| Bosera Asset Management            | 1,31% |
| Orient Securities Asset Management | 1,12% |
| Fullgoal Fund Management           | 1,04% |
| Da Cheng Fund Management           | 1,00% |

## Produits
Liste non exhaustive
- Pelle mécanique hydraulique
- Chargeur sur pneus
- Grue mobile
- Rouleau compresseur
- Niveleuse